# 2016年10月中國大陸

## 10月1日
- 为控制房地产市场，至国庆期间，全国已有20多个城市发布限购令。[1]例如在南昌，购买首套房产的最低首付已提至30%，但房价仍未下降。[2]

## 10月3日
- 中华人民共和国外交部部长王毅访问厄瓜多尔、秘鲁、玻利维亚、哥伦比亚[3]。

## 10月5日
- 亚吉铁路竣工通车：中非产能合作取得重要早期收获。应埃塞俄比亚政府邀请，习近平特使、国家发展和改革委员会主任徐绍史率团赴埃塞俄比亚首都亚的斯亚贝巴出席亚吉铁路通车仪式。作为非洲第一条全线采用中国技术、装备建设的标准轨电气化客货共线铁路，亚吉铁路是习近平在中非合作论坛约翰内斯堡峰会上宣布的中非“十大合作计划”的一部分，也是中非“三网一化”合作和产能合作的主要工程之一。[4]
  - 在亚吉铁路修建过程中，「中国标准」在实施过程中还结合当地实际情况进行创新。例如，建设过程中铁路路基填料短缺，远距离运输不仅成本高，供应也难以保证，中国中铁建设者根据当地火山渣多的特点大利用「火山渣掺拌黏土」作为路基填料。这一方法最终被推广运用到整个埃塞铁路项目建设，在节省建设成本的同时提高了建设效率。

## 10月6日
- “美国国会及行政当局中国委员会”（CECC）发布了“二零一六年中国人权与法治状况报告”，批评中华人民共和国人权恶化。[5][6]

## 10月8日
- 国务院总理李克强主持召开国务院常务会议，确定进一步精简政府核准的投资项目，以深化改革更大释放市场活力；决定简化外资企业等审批管理，营造扩大开放的更好环境；通过《全国农业现代化规划》，促进农业升级农村发展农民增收[7][8][9]。

## 10月10日
- 国务院总理李克强到访和视察澳门特别行政区[10]并出席中国-葡语国家经贸合作论坛第5届部长级会议开幕式。[11]。10日下午，李克强在澳门东亚运体育馆礼节性会见全国政协副主席、前任澳門特別行政區行政長官何厚铧[12]。
- 国务院总理李克强在澳门会见来华出席中国－葡语国家经贸合作论坛的佛得角总理席尔瓦[13]。

## 10月12日
- 下午，中华人民共和国国务院总理李克强在深圳主持召开2016年全国大众创业万众创新活动周中外创客领袖座谈会，与来自12个国家和地区的87位知名创客进行了一场创新思想的碰撞。腾讯公司马化腾、苹果公司库克、德国iF设计大奖组委会威格曼、阿里巴巴集团马云等先后发言[14]。

## 10月16日
- 10月13日至17日，习近平访问柬埔寨、孟加拉国并赴印度出席金砖国家领导人会晤。[15]习近平正在外访，期间中共在武汉召开“国际邪教研究前沿问题学术研讨会”。中国官方新华社声称，这个会是驳斥法轮功学员器官被活体摘除的指控。[16]
- 香港海洋公園大熊貓佳佳同日因年高，且健康急遽轉壞下，為免其長期受苦，園方施以「安樂死」處置，其享年38歲。此物種曾為全球歷來最長壽之「圈養型」大熊貓。[17]

## 10月17日
- 神舟十一号载人飞船发射成功，外訪中的習近平從印度果阿發來賀電，李克強和劉雲山在指揮中心觀看發射情況。[18][19]

## 10月24日
- 中国共产党第十八届中央委员会第六次全体会议在北京召开，中共中央总书记习近平代表中共中央政治局向全会报告工作。[20]
- 14时许，陕西省榆林市府谷县新民镇打井塔村5间彩钢房内发生爆炸，共死亡14人(其中男性10人、女性4人;成人12人,儿童2人)，受伤住院106人(其中重伤11人)，门诊治疗自行返回41人。[21]

## 10月27日
- 中共十八届六中全会的公报发布“以习近平同志为核心的党中央”，正式確立党总书记习近平的“习核心”领导地位。
- 中共十八届六中全会传来重磅反腐消息：中央候补委员、武警部队副司令牛志忠被开除党籍。他已落马的事实首次确认。去年7月初，牛志忠刚刚由武警参谋长转任副司令，此后一年多的时间里，他消失在公众视野。与牛志忠一同被开除党籍还有原兰州军区副政委范长秘，他早在2014年就因涉嫌违法犯罪被军事检察机关立案侦查。截至六中全会召开完，除苏树林、田修思、黄兴国、李云峰四人外，其余落马高官全部受到党纪处分。[22]

## 10月31日
- 重庆市永川区一个金山沟煤矿发生瓦斯爆炸事故，造成33名矿工遇难[23]。